# Atletismo nos Jogos Pan-Americanos de 2019 - 3000 m com obstáculos feminino
A competição dos 3000 m com obstáculos feminino foi um dos eventos do atletismo nos Jogos Pan-Americanos de 2019, em Lima, no Peru. A prova foi realizada no dia 10 de agosto.

## Calendário
Horário local (UTC-5).
| Data         | Horário | Fase  |
| ------------ | ------- | ----- |
| 10 de agosto | 15:10   | Final |

## Medalhistas
| Ouro   | CAN Geneviève Lalonde |
| Prata  | USA Marisa Howard     |
| Bronze | ARG Belén Casetta     |

## Recordes
Recordes mundial e pan-americano antes da disputa dos Jogos Pan-Americanos de 2019.
| Tipo                             | Atleta             | Tempo   | Local   | Data                |
| -------------------------------- | ------------------ | ------- | ------- | ------------------- |
|                                  | Beatrice Chepkoech | 8:44.32 | Mónaco  | 20 de julho de 2018 |
| Recorde dos Jogos Pan-Americanos | Ashley Higginson   | 9:48.12 | Toronto | 24 de julho de 2015 |

Os seguintes novos recordes foram estabelecidos durante esta competição. 
| Data         | Prova | Atleta            | Nacionalidade | Tempo   | Recordes                         |
| ------------ | ----- | ----------------- | ------------- | ------- | -------------------------------- |
| 10 de agosto | final | Geneviève Lalonde | Canadá        | 9:41.45 | Recorde dos Jogos Pan-Americanos |

## Resultado final
Os resultados foram os seguintes:  
| Posição           | Atleta                  | Nacionalidade      | Tempo    | Notas                            |
| ----------------- | ----------------------- | ------------------ | -------- | -------------------------------- |
| Medalha de ouro   | Geneviève Lalonde       | CAN Canadá         | 9:41.45  | Recorde dos Jogos Pan-Americanos |
| Medalha de prata  | Marisa Howard           | USA Estados Unidos | 9:43.78  |                                  |
| Medalha de bronze | Belén Casetta           | ARG Argentina      | 9:44.46  |                                  |
| 4                 | Tatiane Raquel da Silva | BRA Brasil         | 9:56.19  |                                  |
| 5                 | Regan Yee               | CAN Canadá         | 10:00.08 |                                  |
| 6                 | Katherine Tisalema      | ECU Equador        | 10:06.74 | Recorde pessoal                  |
| 7                 | Rina Cjuro              | PER Peru           | 10:08.12 | Recorde pessoal                  |
| 8                 | Simone Ferraz           | BRA Brasil         | 10:11.04 |                                  |
| 9                 | Andrea Ferris           | PAN Panamá         | 10:17.21 |                                  |
| 10                | Rolanda Bell            | PAN Panamá         | 10:34.76 |                                  |
| 11                | Margarita Núñez         | PER Peru           | 10:55.77 |                                  |
| 12                | Natali Mendoza          | MEX México         | DNF      |                                  |
| 13                | Tania Chavez            | BOL Bolívia        | DSQ      |                                  |
| 14                | Allie Ostrander         | USA Estados Unidos | DNS      |                                  |

Legenda
| Recorde mundial                  | Recorde mundial (World record)               |                       | Recorde africano                      | Recorde africano (African) |                                           | Q | Classificado por posição (Qualified) |
| Recorde dos Jogos Pan-Americanos | Recorde pan-americano (Pan-American record)  | Recorde da América    | Recorde da América (Americas)         | q                          | Classificado por melhor tempo (Qualified) |   |                                      |
| Melhor marca do ano              | Melhor marca do ano (World leading)          | Recorde asiático      | Recorde asiático (Asian)              | DNS                        | Não largou (Did not start)                |   |                                      |
| Recorde nacional                 | Recorde nacional (National record)           | Recorde europeu       | Recorde europeu (European)            | DNF                        | Não terminou (Did not finish)             |   |                                      |
| Recorde pessoal                  | Recorde pessoal do atleta (Personal best)    | Recorde da Oceania    | Recorde da Oceania (Oceania)          | DSQ / DQ                   | Desclassificado (Disqualified)            |   |                                      |
| Recorde da temporada             | Recorde da temporada do atleta (Season best) | Recorde sul-americano | Recorde sul-americano (South America) | NM                         | Sem marca (No mark)                       |   |                                      |